# Lampo (singolo)
Lampo è un singolo del cantautore italiano Frah Quintale, pubblicato il 20 giugno 2025.

## Descrizione
Il brano, scritto dallo stesso cantautore, è prodotto da Stefano Ceri, in arte Ceri Wax, e racconta la storia di un amore miserabile.

## Tracce
Testi di Francesco Servidei, musiche di Francesco Servidei e Stefano Ceri.
1. Lampo – 3:27